# I nostri antenati
I nostri antenati (1952/1959) è una trilogia fantastica ed allegorica sull'uomo contemporaneo, costituita dai romanzi Il visconte dimezzato (1952), Il barone rampante (1957) e Il cavaliere inesistente (1959) di Italo Calvino, che prese a modello l'Orlando furioso di Ludovico Ariosto. L'autore stesso suggerì di considerare collegati i tre romanzi, quando già tali romanzi erano stati pubblicati e affermati presso critica e pubblico, e difatti ne dispose un'edizione (per la prima volta presso Einaudi nel 1960) con i tre romanzi legati.

Il libro passò nel 1985 a Garzanti per poi entrare nel catalogo di Mondadori dal 1991. Una breve Nota è stata premessa o messa a conclusione nelle varie edizioni. Anche in occasione della traduzione inglese di Archibald Colquhoun (1980), Calvino ne scrisse una premessa, dove dice: 